# Австралійська фондова біржа
Австралійська фондова біржа (англ. Australian Securities Exchange; ASX) — головна фондова і ф'ючерсна біржа Австралії, в 1987 році витіснили біржі в Брисбені, Аделаїді, Гобарті, Мельбурні та Перті. ASX є публічною компанією, акції якої торгуються на самій біржі. Головний торговельний майданчик розташовується в будівлі «Біржовий центр» (англ. Exchange Centre) в місті Сідней, Новий Південний Уельс.

## Історія
Починаючи з 1850-х років в Австралії починається масова імміграція вільного населення, багато в чому пов'язана з відкриттям родовищ золота та інших корисних копалин. Подальше бурхливий розвиток добувної та обробної промисловості створило необхідність відкриття майданчика, на якій могли б торгуватися цінні папери місцевих компаній. Багато іммігрантів приїжджали з Британії, країни, в якій традиції біржової торгівлі налічували вже не одну сотню років і більше 50 років функціонувала одна з найстаріших бірж в світі — Лондонська фондова біржа.
Протягом наступних 30 років практично в кожному великому місті Австралії з'явилися свої торгові майданчики: Мельбурн — 1861 рік, Сідней — 1871 рік, Хобарт — 1882 рік, Брисбен — 1884 рік, Аделаїда — 1887 рік, Перт — 1889 рік. Таким чином, перші біржі на території Австралії виникли раніше, ніж розрізнені штати об'єдналися в єдину державу (1901 рік).
Керівництво бірж було незалежним один від одного, проте регулярно проводилися неформальні зустрічі, на яких брокери обговорювали, в якому напрямку розвиватися біржової торгівлі в Австралії. Перша конференція, що об'єднала брокерів всіх бірж, відбулася в 1903 році в Мельбурні. Надалі збори проводилися щорічно до 1937 року, коли було прийнято рішення об'єднати біржі в єдину організацію. Так з'явилася Асоціація австралійських фондових бірж (англ. Australian Associated Stock Exchanges, AASE), до керівництва якої входили представники всіх шести торгових майданчиків континенту. За перший час свого існування асоціація встановила загальні правила проведення торгів на біржі, правила діяльності брокерів, розмір комісій, які брокери мали право брати за свою роботу.

## Сучасний стан
Австралійська біржа цінних паперів в її нинішньому вигляді виникла в результаті злиття в грудні 2006 року Австралійської фондової біржі (англ. Australian Stock Exchange) і ф'ючерсні біржі Сіднея (англ. Sydney Futures Exchange).
Діяльність біржі регулюється Австралійською комісією з інвестицій та цінних паперів (англ. Australian Securities and Investments Commission).
Найбільшими брокерськими конторами на ринку цінних паперів Австралії є компанії Macquarie Bank, Goldman Sachs, UBS, Citigroup, Merrill Lynch, CSFB, Deutsche Bank, ABN AMRO, CommSec і Morgan Stanley.
Біржа входить в Федерацію фондових бірж Азії і Океанії.

## Відділення в різних штатах Австралії
- Сідней — Exchange Centre — 20 Bridge Street, Sydney, NSW, 2000.
- Мельбурн — Rialto Towers — South Tower, Level 45, 525 Collins Street, Melbourne, VIC, 3000.
- Брисбен — Riverside Centre — Level 5, 123 Eagle Street, Brisbane, QLD, 4000.
- Аделаїда — Level 25, 91 King William Street, Adelaide, SA, 5000.
- Перт — Exchange Plaza — 2 The Esplanade, Perth, WA, 6000.